# François Pollen

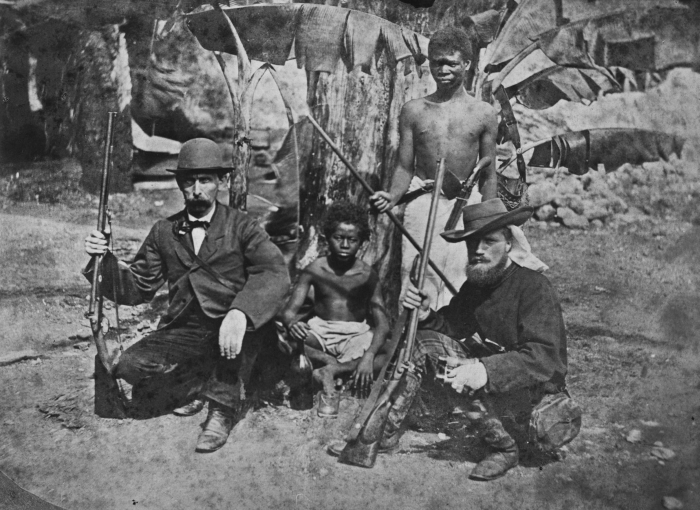
D.C. van Dam und François P.L. Pollen c. 1864

François Paul Louis Pollen (* 8. Januar 1842 in Rotterdam; † 7. Mai 1886 in Den Haag) war ein Naturforscher und Kaufmann. Trotz seines französischen Vornamens war er Niederländer. Er leistete einen wesentlichen Beitrag bei der Erforschung der madagassischen Fauna.

## Leben und Wirken
Pollen war eines von fünf Kindern von M. P. Pollen (1806–1857), dem Eigner der Brennerei M.P.Pollen & Zoon in Rotterdam. 1862 kam er nach Leiden, um Medizin zu studieren. Hermann Schlegel ermutigte ihn jedoch zu einem Zoologiestudium. Von November 1863 bis Juli 1866 reiste er mit Douwe Casparus van Dam (1827–1898) nach Madagaskar, wo sie Insekten, Fische, Vögel und Säugetiere für das Rijksmuseum van Natuurlijke Historie in Leiden sammelten. Dank seines Reichtums bezahlte Pollen diese Expedition aus eigener Tasche. Später finanzierte er die Feldarbeit von anderen Forschern auf Madagaskar, ohne dabei vor Ort beteiligt zu sein. Weiter war er als Tier- und Pflanzensammler auf den Komoren und auf der Maskareneninsel Réunion tätig. 1875 erhielt Pollen die Ehrendoktorwürde der Georg-August-Universität Göttingen. Gemeinsam mit Hermann Schlegel beschrieb Pollen 1866 den Madagaskar-Palmenflughund (Eidolon dupreanum). Im selben Jahr verfasste er die wissenschaftliche Erstbeschreibung für den Newtonraupenfänger (Coracina newtoni) und 1868 beschrieb er zusammen mit Schlegel die Vangawürger-Gattung Newtonia.

## Dedikationsnamen
Nach Pollen sind unter anderem die Komorentaube (Columba pollenii), der Pollen-Vanga (Xenopirostris polleni), die Chamäleonart Furcifer polleni und die Skinkart Madascincus polleni benannt.

## Werke (Auswahl)
- F.P.L. Pollen (1867). Een blik in Madagaskar. (Vollständiger Text)
- Recherches sur la faune de Madagascar et de ses dépendances, d'après les découvertes de François P. L. Pollen et D. C. Van Dam (J. K. Steenhoff (E. J. Brill), Leiden). (1868–1877). Dieses Werk besteht aus folgenden Teilen:
  - Teil 1. Relation de voyage von François Pollen
  - Teil 2. Mammifères et oiseaux von Hermann Schlegel und François Pollen
  - Teil 4. Poissons et pêches von Pieter Bleeker (1819–1878) und François Pollen
  - Teil 5. Insectes... von Samuel Constantinus Snellen van Vollenhoven (1816–1880) und Edmond de Selys-Longchamps  (1813–1900)
  - Crustacés et échinodermes von Christiaan Karel Hoffmann (1844–1903)
  - Mollusques von Johannes Govertus de Man (1850–1930)